# 倪伟
倪伟（1908年—1997年5月24日），男，奉天（今辽宁）海城人，中华人民共和国政治人物，曾任哈尔滨科学技术大学党委书记，黑龙江省人大常委会副主任，第五届全国人大代表。